# Xaurus bennigseni
Xaurus bennigseni är en skalbaggsart som beskrevs av Auguste Lameere 1912. Xaurus bennigseni ingår i släktet Xaurus och familjen långhorningar. Inga underarter finns listade i Catalogue of Life.